# Świadkowie Jehowy w województwie podlaskim
Świadkowie Jehowy w województwie podlaskim – wspólnota Świadków Jehowy w województwie podlaskim. W wyniku Narodowego Spisu Powszechnego Ludności i Mieszkań 2011 określono liczbę osób na terenie województwa deklarujących swoją przynależność religijną do Świadków Jehowy na 2450. Natomiast liczba głosicieli według opracowania GUS „Rocznik Statystyczny Województwa Podlaskiego” w roku 2022 wynosiła 2295. We wrześniu 2024 roku na terenie województwa znajdowały się miejsca zebrań 26 zborów (wśród nich także zbór rosyjskojęzyczny (w Białymstoku), grupa języka migowego (w Białymstoku), grupa ukraińskojęzyczna (w Suwałkach) oraz grupa polskojęzyczna na oddaleniu).

## Historia

### Początki
- Lata 20. XX wieku

Działalność ewangelizacyjną na obecnym terenie województwa Świadkowie Jehowy podjęli co najmniej około roku 1920. W roku 1921 w okolice Nowogrodu ze Stanów Zjednoczonych przybył Budkiewicz (imię nieznane), który prowadził tam działalność kaznodziejską. W tym samym roku w Białymstoku wykład biblijny wygłosił Bolesław Uchman z Warszawy. W okolicach Białegostoku rozpowszechniano publikacje biblijne (zamówiono przesyłkę literatury o wadze ponad 300 kg, którą rozpowszechniono w ciągu miesiąca). 22 sierpnia 1922 roku w rzece Supraśl odbył się chrzest 13 nowych wyznawców (w tym Filip Wasiluk z Plutycz).
29 października 1924 roku oraz 29 stycznia 1925 roku Feliks Biernacki z Białegostoku złożył w starostwie powiatowym prośby o prawną rejestrację zboru. W 1925 roku w województwie białostockim działało około 50 głosicieli, w tym w Białymstoku – 25, a w Łomży – 12. W 1925 roku w Plutyczach zorganizowano kongres z udziałem około 100 osób, w tym delegaci m.in. z Warszawy, Częstochowy, Krakowa, Łodzi i Wilna. W tym samym roku w Łomży przemówienie wygłosił Wacław Wnorowski, przedstawiciel Towarzystwa Strażnica.
Na przełomie 1926 i 1927 roku grupa kolporterów, Stefan i August Raczkowie, Feliks Mucha oraz Stefan Milewski, prowadzili działalność kaznodziejską w Łomży, Białymstoku i w okolicznych miejscowościach. 20 marca 1927 roku odbyło się zebranie religijne w domu Adama Knecia w Śniadowie. Wykład przedstawił Antoni Znoiński z Łomży, co spowodowało wszczęcie postępowania karnego przez wojewodę.
Pod koniec lat 20. XX wieku istniały zbory m.in. w Białymstoku, Łapach, Nowogrodzie i Plutyczach. W 1929 roku nowymi wyznawcami były osoby z samego Nowogrodu (wśród nich Jan Wilk oraz m.in. z Młynika, Łomży, Sławca, Stawisk i Filipek. W latach 1928–1939 w całym województwie białostockim działało trzech pionierów. Białostoccy wyznawcy będący kolejarzami rozpowszechniali publikacje biblijne m.in. na trasie Białystok – Baranowicze. Prowadzono również działalność w Grodnie i Wołkowysku oraz na wschodnich krańcach ówczesnego województwa białostockiego, na terenie powiatu wołkowyskiego (Dziaki, Frankowo) (obecnie na Białorusi).
- Lata 30. XX wieku

17 kwietnia 1931 roku z Warszawy do Białegostoku przybył Łobuszewski, który wygłosił serię trzech wykładów biblijnych. Starszym tego zboru był Józef Grygas z ul. Mazowieckiej 63, u którego odbywały się zebrania. Przeprowadzano je również w mieszkaniu Marii Kuleszyńskiej przy ul. Sienkiewicza 92 oraz Musiaczyka przy ul. Słonimskiej 63, na które przychodziło 15 osób. W roku 1935 władze francuskie zarządziły deportację górników polskiego pochodzenia, wskutek czego kilku głosicieli z Francji powróciło do zachodniej części obecnego województwa (m.in. okolice wsi Szepietowo-Wawrzyńce, np. Czesław Mazurczak). Część pozostała na emigracji i tam kontynuowała działalność. W 1936 roku w Białymstoku działalność prowadzili m.in.: Józef Grygas, Zygmunt Bieguński (z ul. Okopowej), Aleksander i Władysława Kamińscy, Ryszard Witkowski i jego brat (imię nieznane; z ul. Reymonta), Maria Kuleszyńska, Zambrzycka oraz małżeństwo zainteresowanych Józef i Maria Rogińska (z ul. Sienkiewicza 37). Do Białegostoku z Krasnosielca koło Przasnysza przyjechał 17-letni Szczepan Fidura (został ochrzczony na kongresie w Łodzi w 1930 roku). Tuż przed wybuchem II wojny światowej do Białegostoku na adres Sz. Fidury dostarczono koleją 12 tysięcy publikacji biblijnych, które zmagazynowano w domach rodziny Bieguńskich i Rogińskich.

### Okres II wojny światowej

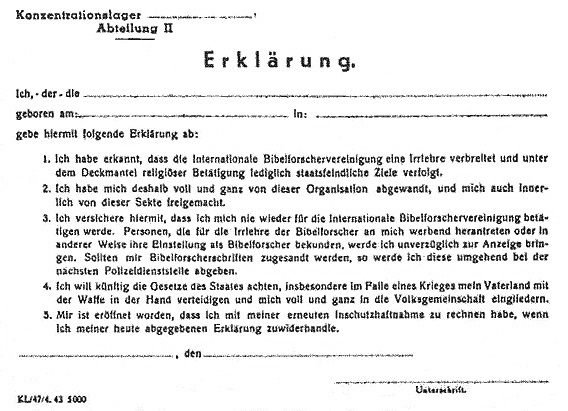
Hitlerowskie oświadczenie o wyrzeczeniu się wiary, którego podpisania odmawiali Świadkowie Jehowy

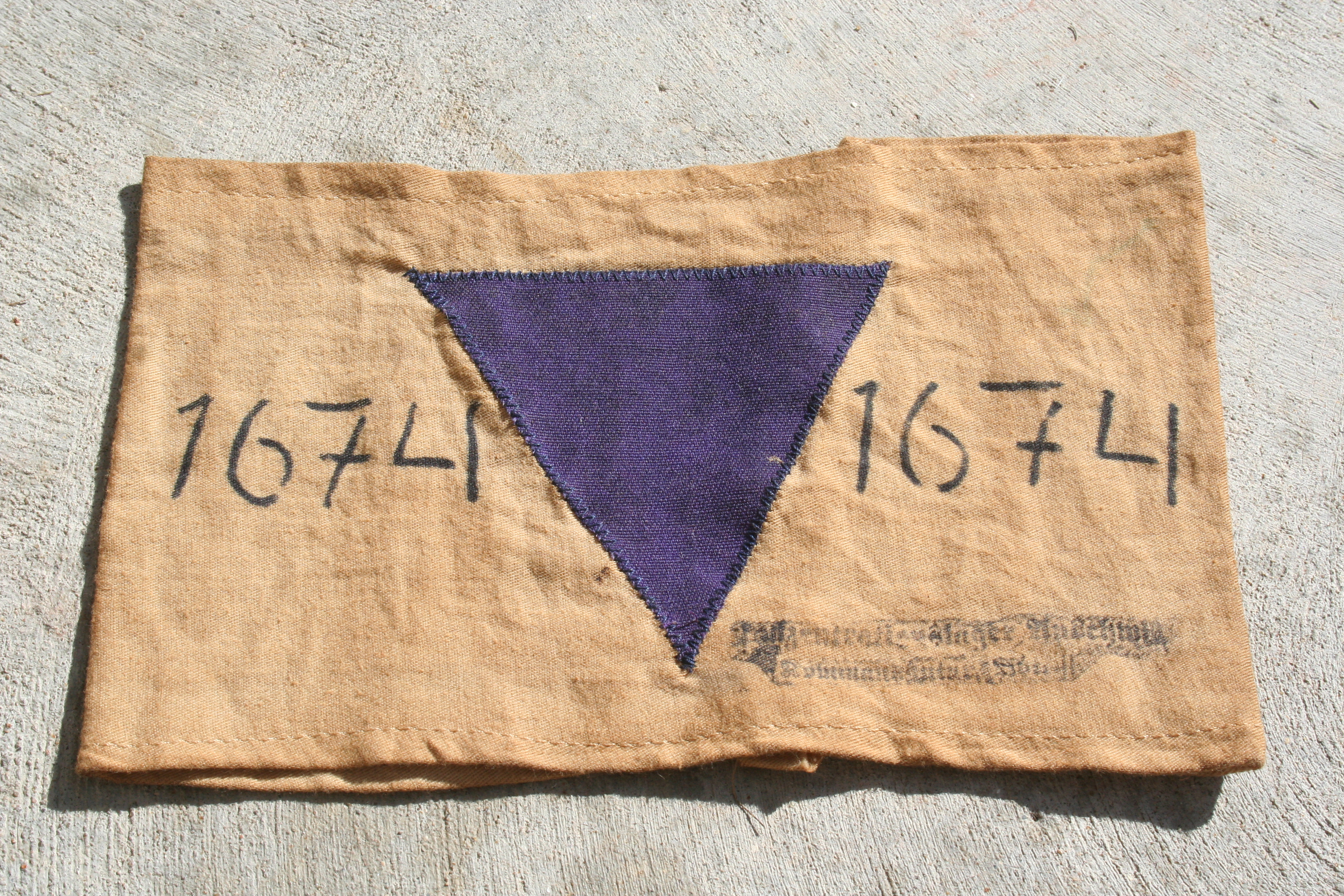
W czasie II wojny światowej wielu wyznawców zostało osadzonych w obozach koncentracyjnych i nosiło znak – fioletowy trójkąt

W czasie okupacji wielu tutejszych wyznawców trafiło do hitlerowskich więzień i obozów koncentracyjnych za odmowę wyrzeczenia się wiary.
Po agresji radzieckiej na Polskę w 1939 roku Świadkowie Jehowy odmawiali wstąpienia do Armii Czerwonej; wyznawcy z rejonów Łomży i Białegostoku zostali za to osadzani w więzieniach (m.in. w Łomży). Niektórzy zostali deportowani na Syberię, m.in. Filip Wasiluk (ur. 14.11.1886; zm. 1.12.1976) i Jan Wilk.
We wrześniu 1941 roku 28-osobową grupę z Białegostoku rozstrzelano w lesie w pobliżu wsi Grabówka, z powodu próby spacyfikowania niemieckich okupantów, którzy wkroczyli do miasta. W 1941 roku na terenach zajętych przez Związek Radziecki nie było żadnej łączności z współwyznawcami z innych części kraju, ani z Biurem Oddziału w Bernie. W tej sytuacji Stanisław Burak ze Lwowa, który wcześniej odwiedzał zbory na tym terenie, pociągnął za sobą niektórych głosicieli i starszych zborów oraz doprowadził do wprowadzenia na tym obszarze swoistego ruchu nazwanego „Nowym Ładem”. Grupa ta całkowicie odrzuciła publikacje Towarzystwa Strażnica, a nawet postanowiła je niszczyć. Grupie w Białymstoku przewodził Józef Rogiński, który wprowadził swoją własną interpretację wydarzeń. Po zajęciu miasta przez Niemców, w sierpniu 1941 roku uznał, że jest to początek Armagedonu, III Rzesza upadnie i zaraz nastanie Królestwo Boże. 24 sierpnia 1941 roku wysłał swoich zwolenników, by z wieży ratusza zdjęli flagę ze swastyką, a na jej miejsce zatknęli białą chorągiew. Równolegle do niemieckiej komendy wojskowej, wysłał delegację z poleceniem, by wezwała władze niemieckie do poddania się przed Królestwem Bożym. Komendant i inni oficerowie uznali to za głupi żart, a tych ludzi za pomylonych i zareagowali śmiechem. Gdy jednak usłyszeli strzały strażników do tych, którzy zdjęli swastykę z wieży i zakładali białą flagę, wtedy całą delegację aresztowano i wywieziono. Wypuszczono tylko jedną ciężarną kobietę, a 26 osób straciło życie (10 osób biorących w akcji „pierwsza linia” to: Józef i Maria Rogińska, Czesław Mazurczak z okolic Szepietowa, Szczytkowski z ul. Mickiewicza, Maria, Jadwiga i Mirosław Milewscy z Łap, Ryszard Witkowski i jego starszy syn z ul. Reymonta, Zygmunt Bieguński z ul. Okopowej; oprócz nich w grupie byli m.in. małżeństwo Bobrukiewicz z ul. Grunwaldzkiej, Maria Kuleszyńska, Stanisław Kieraciński z Lewickie, Antoni Kieraciński, Aleksander i Władysława Kamińscy, Demianiuk i Kuprian z okolic Plutycz). Po tym zdarzeniu „Nowy Ład” upadł, a jego członkowie powrócili do zborów oraz do studiowania Biblii i korzystania z publikacji biblijnych Towarzystwa Strażnica. Po tych zdarzeniach Szczepan Fidura i Julian Stawikowski (którzy w czasie tych wydarzeń przebywali w miejscowości Frankowo) odwiedzili tajną drukarnię w Warszawie. Ludwik Kinicki zaopatrzył ich w publikacje biblijne oraz urządzenie do ich powielania. Później w Białymstoku drukowano niewielkie ilości publikacji, które były dostarczane do zborów na terenie od Łomży do Wołkowyska i Słonina. Po nowe numery „Strażnic” z Białegostoku przez granicę do Warszawy jeździli Szczepan Fidura, Julian Stawikowski i Bronisław Wilk. Przybywało nowych wyznawców, chrzty odbywały się m.in. w rzece Narew między miejscowościami Plutycze i Czerewki. Do Białegostoku publikacje religijne najpierw przemycano m.in. ze Lwowa, a potem już z Warszawy. 

### Okres powojenny
- 1944

Gdy w lipcu Białystok został wyzwolony z okupacji niemieckiej, wznowiono oficjalną działalność kaznodziejską.
- 1945

5 marca za przynależność do Świadków Jehowy „bandy leśne” dokonały zabójstwa w Ciechanowcu Józefa Bąka. Powstawały nowe zbory. Rozpoczęto regularną działalność w powiecie łomżyńskim. Głosiciele w tym powiecie mieszkali głównie w gminach Stawiski, Drozdowo, Kupiski i Nowogród. W okresie od 5 kwietnia 1945 roku do 25 lutego 1947 roku za przynależność do Świadków Jehowy dokonano ośmiokrotnej grabieży mienia w Stawiskach (Jan Gutowski). Podobne incydenty miały miejsce 28 maja w Brzeźnie (Antoni Gutowski) oraz w październiku 1945 roku w Jedwabnem (Kazimiera Baryła, Anna Surowska). Natomiast brutalnych pobić dokonano m.in. w miejscowościach: Młynik (maj, lipiec; Józef Strzelecki, Stanisław Strzelecki), Szabły Młode (Bolesław Szczepkowski).
- 1946

Na początku roku regularna działalność objęła powiat szczuczyński. Na jego terenie mieszkało 10 głosicieli. 3 sierpnia do Starosty Powiatowego w Grajewie wpłynęło zgłoszenie o działalności zboru w Grajewie. Głosiciele mieszkali m.in. w Grajewie (Anna Surawska), Brzeźnie (rodzina Gutowskich) oraz w Rakowie (Stanisław Piwko). Według szacunków w 1946 roku na terenie województwa białostockiego działało około 1000 głosicieli, z czego połowa w powiecie łomżyńskim. 18 marca 30-osobowa grupa „bandy leśnej” pobiła rodzinę świadków Jehowy w Łapach, która odmówiła wyrzeczenia się swoich wierzeń. Wskutek pobicia najstarszy członek rodziny (Jan Ziemcow) zmarł; pozostali zostali brutalnie pobici. Podobne zdarzenia miały miejsce 10 kwietnia w miejscowości Chludnie, gdzie zabito trzy osoby (Józef Kotowski, Zofia Kotowska, Janina Bałazy). W październiku dokonano brutalnego napadu i grabieży mienia w Gutach (Władysław Oskierko), 9 lipca w Mieczkach (Czesława i Katarzyna Baryła), natomiast w okresie od października 1946 roku do lipca 1947 roku dokonano tego trzykrotnie w Filipkach Małych (Antoni Pędzich).
- 1947

W roku 1947 na terenie województwa białostockiego działało 10 zborów. Regularna działalność kaznodziejska była prowadzona głównie w Białymstoku i jego okolicach oraz w rejonie Łomży, Kolna, Sokółki (gmina Szudziałowo), Augustowa, Ełku, Grajewa i Suwałk (Bronisław Waluk). Wojewoda białostocki stwierdził, że „Świadkowie Jehowy potępiają wszelką przestępczość, zachowanie się członków stowarzyszenia moralne”. 29 stycznia dokonano brutalnych pobić i grabieży mienia rodzin świadków Jehowy w Nowogrodzie (Mieczysław, Eugeniusz i Danuta Kotowscy, Stanisława Pianko, Stanisław Szczyglewski). W Kolnie działał Roman Szczyglewski, który potem prowadził działalność w Piszu. Na terenie województwa działał też pionier Jan Wilk. Do działalności w Olsztynie wyjechał Eugeniusz Kądziela pochodzący z Kołodzieży koło Moniek (ochrzczony w 1943 roku) oraz Feliks Sidorek (kolejarz pochodzący z województwa białostockiego).
- 1948

W roku 1948 do zboru w Łomży należało 23 głosicieli. Zebrania zborowe organizowano w mieszkaniu Zbigniewa Wyska. Do zboru w Nowogrodzie należało 30 głosicieli; zebrania zborowe organizowano w mieszkaniu niejakiego Pianki. Ponadto działał zbór w Stawiskach, a zebrania odbywały się w mieszkaniu Jana Baryły. W maju władze powiatowe w Kolnie zauważyły zwiększenie działalności na tamtym terenie. „Sługą obwodu nr 27a”, który nadzorował działalność na terenie powiatu kolneńskiego i wschodnich obszarów województwa olsztyńskiego, był od sierpnia do listopada/grudnia 1949 roku Wiktor Schnell, a od przełomu 1949 i 1950 roku Roman Szczyglewski z Kolna. W lipcu członkowie zborów na Podlasiu uczestniczyli w kongresie w Lublinie.
- 1949

W dniach 2–4 grudnia w wynajętej sali Powiatowej Komendy Służby Polsce w Ełku odbyło się zgromadzenie z udziałem około 120 osób, które przybyły głównie z północno-zachodniej części województwa białostockiego, z Kolna, Stawisk, Grajewa, Nowogrodu.

### Prześladowania

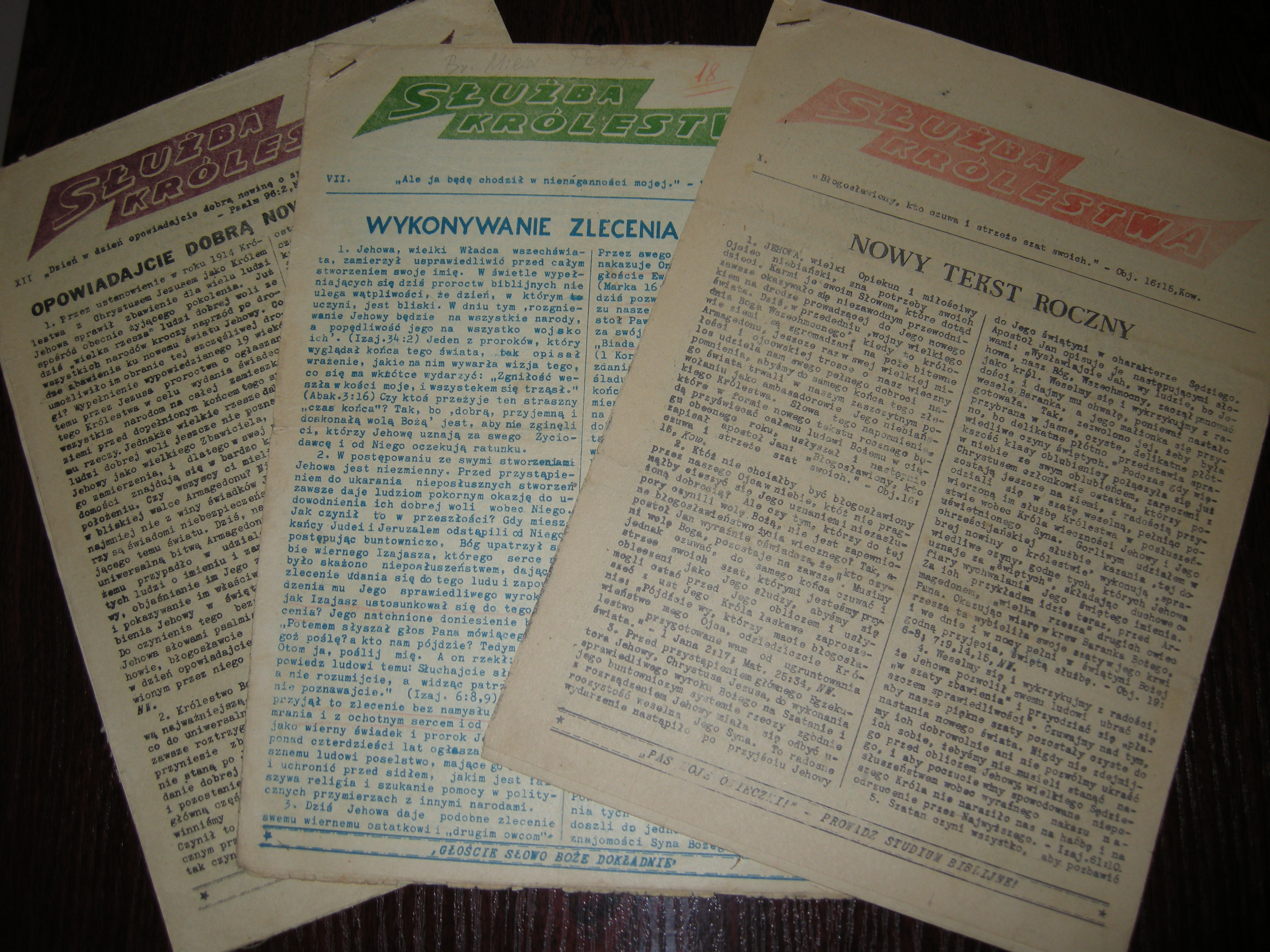
Publikacje Świadków Jehowy (na fot. „Nasza Służba Królestwa” z lat 50. XX w.) drukowano potajemnie w okresie zakazu działalności również na terenie obecnego województwa podlaskiego

#### Lata 50. XX wieku
Według szacunków Wojewódzkiego Urzędu Bezpieczeństwa w Białymstoku wiosną 1950 roku na terenie województwa działały 43 grupy. Urząd ustalił też informacje o 200 głosicielach mieszkających w województwie białostockim i oszacował liczbę głosicieli oraz osób zainteresowanych na około 500. W czerwcu 1950 roku według kolejnych szacunków WUB działało 13 grup i co najmniej 350 głosicieli.
W roku 1950 nastąpiła fala aresztowań i od tego roku działalność prowadzona była konspiracyjnie. W Białymstoku funkcjonariusze służby bezpieczeństwa zamordowali m.in. w roku 1950 Romana i Józefa Szczyglewskich (aresztowanych 20 czerwca 1950 roku).
W województwie białostockim, poza główną akcją aresztowań z czerwca, 5 lipca 1950 roku przeprowadzono następną, podczas której aresztowano kolejnych głosicieli. Według niepełnych danych na dzień 8 lipca 1950 roku liczba aresztowanych w województwie wynosiła 32 osoby. Do 5 sierpnia liczba wzrosła do 34 osób, 19 osób zostało zwolnionych, a 16 pozostawało w areszcie. Na koniec 1950 roku spośród 18 aresztowanych, 9 zostało skazanych na bezwzględne kary pozbawienia wolności.
W roku 1952 za działalność religijną ponad 100 wyznawców było przetrzymywanych w białostockim więzieniu. Szczególnie wrogi stosunek miało UB do Świadków Jehowy (m.in. Powiatowy Urząd Bezpieczeństwa Publicznego w Bielsku Podlaskim; wśród zatrzymanych większość stanowiły kobiety. Mimo prześladowań nie zaprzestali swojej działalności, organizowano zebrania m.in. w Plutyczach, Bielsku Podlaskim, Kożynie i Husakach).
Wyznawcy za działalność religijną oraz za odmowę służby wojskowej byli skazywani na kary więzienia. Od lat 50. działalność wydawnicza ich publikacji była prowadzona konspiracyjnie w ukrytych ośrodkach drukarskich na terenie województwa (m.in. w latach 60. w takich miejscach, jak Niemczyn, w białostockich Pieczurkach i Dojlidach).
Służby Bezpieczeństwa prowadziły sprawy operacyjne: o kryptonimie „Agitator” (1959–1979; Ernst Hoffman) oraz m.in. przeciwko takim osobom, jak: Kazimierz Cieślik (1951–1958); dotycząca stosowania niedozwolonych metod śledczych wobec Świadków Jehowy przez funkcjonariuszy WUBP w Białymstoku, w wyniku których ponieśli śmierć Józef i Roman Szczyglewscy (1957–1960); Maria Bartosiewicz (1953, 1955–1966) „o to, że od lipca 1950 r. do czerwca 1955 r. na terenie woj. białostockiego, lubelskiego i warszawskiego brała udział w związku Świadków Jehowy (…) i w ramach tego związku od października 1954 r. wspólnie z Olejniczak Wanda Józefa sporządzała na powielaczu, a następnie rozprowadzała pisma wspomnianego związku”; Tadeusz Domaszewski (1955), „o to, że od jesieni 1953 r. do chwili zatrzymania w dn. 05-04-1955 r. na terenie pow. Kolno był członkiem nielegalnego związku Świadkowie Jehowy, kontaktował się z innymi członkami tego związku oraz przechowywał literaturę”. W latach 1952–1953 Komisja Specjalna do Walki z Nadużyciami i Szkodnictwem Gospodarczym w Warszawie prowadziła sprawę „Przechowywanie i rozpowszechnianie pism zawierających fałszywe wiadomości o Polsce przez świadka Jehowy w Wysokiem Mazowieckiem i Białymstoku”. Natomiast w latach 1952–1953 sprawę „Rozpowszechnianie fałszywych wiadomości o państwie polskim i przechowywanie nielegalnej literatury przez świadków Jehowy – rolników w Białymstoku”.

#### Lata 60. XX wieku
W latach 60. rozpoczęto organizowanie latem corocznych, regularnych tzw. konwencji leśnych, głównie na polanach leśnych i innych dogodnych miejscach (m.in. w okolicach Białegostoku: Grabówka, Zajma, Czarny Blok). Pojawiali się nowi wyznawcy (np. w Niemczynie, Zdrojach). Powstawały nowe zbory. Organizowano chrzty (m.in. w okolicach Białegostoku, np. w okolicach Wasilkowa). Szczególnie od tego okresu głosiciele głównie w lecie prowadzą grupową wyjazdową działalność kaznodziejską na terenach gdzie jest mniej wyznawców (dawne nazwy: grupy pionierskie, ośrodki pionierskie, obozy pionierskie).

#### Lata 70. XX wieku
Prowadzono sprawy: (kryptonim „LW”; Wacław Leszkiewicz; dotycząca działalności zboru w Augustowie, 1970–1980) oraz m.in. przeciwko takim osobom, jak: Krystyna Jasina 1970–1989).

### Czas „odwilży”
W listopadzie 1977 roku przedstawiciele Ciała Kierowniczego Świadków Jehowy oficjalnie spotkali się z niektórymi wyznawcami na terenie obecnego województwa.
Od roku 1982 rozpoczęto ponownie wynajmować hale sportowe, a w następnych latach – również stadion w Białymstoku na kongresy: 1983 ph. „Jedność dzięki Królestwu”; 1984 ph. „Rozwój Królestwa”; 1986 ph. „Pokój Boży”; ph. 1987 „Zaufaj Jehowie”; ph. 1988 „Sprawiedliwość Boża”.

### Odzyskanie rejestracji prawnej (1989) i rozwój działalności

#### Kongresy

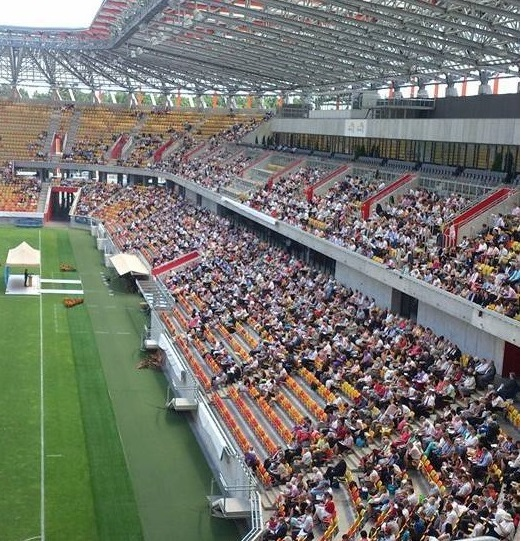
Kongres pod hasłem „Naśladujmy Jezusa!” na Stadionie Miejskim w Białymstoku (2015)

Kongresy dla zborów z województwa podlaskiego odbywają się na Stadionie Miejskim w Białymstoku.
W Białymstoku zorganizowano kongresy: 24–26 lipca 1992 roku (ph. „Nosiciele światła”); 15–18 lipca 1993 roku (ph. „Pouczani przez Boga)”; 18–20 lipca 1997 roku (ph. „Wiara w Słowo Boże”); 26–28 czerwca 1998 roku (ph. „Boża droga życia”); 23–25 lipca 1999 roku (ph. „Prorocze słowo Boże”); 28–30 lipca 2000 roku (ph. „Wykonawcy słowa Bożego”), około 4000 obecnych, ochrzczono 40 osób; 20–22 lipca 2001 roku (ph. „Nauczyciele słowa Bożego”). 27–29 czerwca 2002 roku (ph. „Gorliwi głosiciele Królestwa”), około 4000 obecnych; 4–6 lipca 2003 roku (ph. „Oddajcie chwałę Bogu”); 23–25 lipca 2004 roku (ph. „Chodź z Bogiem”), przeszło 2200 obecnych, 43 osoby zostały ochrzczone; 8–10 lipca 2005 roku (ph. „Posłuszni Bogu”); 29 czerwca–1 lipca 2007 roku (ph. „Naśladuj Chrystusa!”); 27–29 czerwca 2008 roku (ph. „Kierowani duchem Bożym”), przeszło 4000 obecnych; 24–26 lipca 2009 roku (ph. „Czuwajcie!”); 30 lipca–1 sierpnia 2010 roku (ph. „Trwaj przy Jehowie!”), ponad 3000 obecnych, ochrzczono 22 osoby; 4–6 lipca 2014 roku (ph. „Szukajmy najpierw Królestwa Bożego!”); 8–10 lipca 2015 roku („Naśladujmy Jezusa!”) (uczestniczyło w nim 41 zborów z regionu); 8–10 lipca 2016 roku (ph. „Lojalnie trwajmy przy Jehowie!”); 23–25 czerwca 2017 roku (ph. „Nie poddawaj się!”); 7–9 lipca 2023 roku (ph. „Okazujcie cierpliwość!”), ponad 3400 obecnych, 22 osoby zostały ochrzczone; 5–7 lipca 2024 roku (ph. „Głośmy dobrą nowinę!”, ponad 2800 obecnych, 23 osoby zostały ochrzczone.
W Łomży kongresy odbywały się na Stadionie MOSiR: 22–24 lipca 2011 roku (ph. „Niech przyjdzie Królestwo Boże!”) i 13–15 lipca 2012 roku (ph. „Strzeż swego serca!)”.

#### Zgromadzenia obwodowe
Zgromadzenia obwodowe odbywają się w Sali Zgromadzeń w Warszawie, a dla rejonów północnych województwa (Suwałki, Augustów, Grajewo, Łomża) w wynajmowanych halach sportowo-widowiskowych w Olecku (w poprzednich latach także w Ełku oraz Suwałkach (m.in. w hali OSiR)). W latach 90. również w Białymstoku (m.in. w hali Włókniarza, na Lodowisku BOSiR).

#### Delegacje kongresowe
Pod koniec lat 70. XX wieku niektórym głosicielom udało się wyjechać na kongresy poza granice Polski, w roku 1980 („Miłość Boża”) i w 1981 („Lojalność wobec Królestwa”) do Wiednia, a w latach 90. XX wieku i w XXI wieku, delegacje z tutejszych zborów były na kongresach międzynarodowych i specjalnych m.in. w Niemczech, Finlandii, Francji, Gruzji, Rosji, Czechach, Szwecji, Rumunii, Stanach Zjednoczonych, Kanadzie, Węgrzech i na Ukrainie.

#### Sale Królestwa
Od przełomu lat 80. i 90. XX wieku zaczęły powstawać nowe Sale Królestwa.
Jedna z pierwszych powstała w 1989 roku w Łomży. 17–18 września 1994 roku ponad 1000 niepłatnych ochotników brało udział w budowie metodą szybkościową w Sokółce. 24 września 2016 roku oddano do użytku nowy obiekt w Augustowie. 15 stycznia 2018 roku została oddana do użytku kolejna Sala Królestwa w Białymstoku (przy ul. Ekologicznej 9; wcześniej powstały przy ulicach: Niskiej 1A; do wybudowania nowych obiektów funkcjonowały również przy ul. Horodniańskiej oraz ul. Świętojańskiej 10.
28 kwietnia 2024 roku oddano do użytku nowy obiekt w Grajewie, a 1 grudnia 2024 roku w Bielsku Podlaskim (wcześniejszy obiekt funkcjonował od 1992 roku).

#### Działalność w ośrodkach penitencjarnych
Od 12 maja 1989 roku, kiedy to Świadkowie Jehowy w Polsce zostali oficjalnie zarejestrowani, specjalnie przygotowani kaznodzieje odwiedzają zakłady karne i areszty na terenie województwa (w Białymstoku, Czerwonym Borze, Grądach-Woniecku, Hajnówce, Suwałkach), aby prowadzić tam działalność duszpasterską.

#### Bezkrwawa chirurgia
W placówkach medycznych na terenie województwa podlaskiego (w tym m.in. w Uniwersyteckim Szpitalu Klinicznym w Białymstoku) zespoły medyczne operują świadków Jehowy bez przetaczania krwi.
W miastach powiatowych, gdzie znajdują się szpitale, działają na zasadzie wolontariatu grupy odwiedzania chorych (m.in. w Białymstoku).
9 grudnia 2016 roku na Wydziale Nauk o Zdrowiu Uniwersytetu Medycznego w Białymstoku odbyła się konferencja naukowo-szkoleniowa „Pacjent „Inny” wyzwaniem opieki medycznej”, na której Służba Informacji o Szpitalach przedstawiła wykład „Pacjent Świadek Jehowy wobec zagadnień choroby i opieki zdrowotnej”.

#### Konkursy i konferencje naukowe poświęcone represjom w trakcie II wojny światowej oraz w okresie powojennym
We wrześniu 1999 roku w ogólnopolskim konkursie „Rodzina w wirach historii” wyróżnienie indywidualne przypadło uczniowi z Białegostoku – za pracę opisującą losy rodziny świadków Jehowy od lat 20 do 80 XX w., ze szczególnym uwzględnieniem okresu II wojny światowej i stalinizmu.
We wrześniu 2012 roku na XXVI Letniej Szkole Młodych Pedagogów w Supraślu dr Marzena Rusaczyk (Uniwersytet w Białymstoku) wygłosiła wykład pt. „Przyczajeni, zagrożeni i gotowi na bitwę: strategie radzenia Świadków Jehowy z „kłopotliwym położeniem” w środowisku szkolnym”.
W czerwcu 2020 roku miała miejsce premiera publikacji Barbary Czarneckiej z Uniwersytetu w Białymstoku pt. „Kobiety Świadkowie Jehowy w nazistowskich obozach koncentracyjnych. Przyczynek do charakterystyki społeczności kobiecych w lagrach”.

#### Weryfikacja stanowiska Sądu Najwyższego wobec powojennej działalności Świadków Jehowy
W 2000 roku na wniosek Rzecznika Praw Obywatelskich Sąd Najwyższy uchylił zaskarżony wyrok Sądu Wojewódzkiego w Olsztynie z 1954 roku i uniewinnił jednego z wyznawców, który od sierpnia 1952 do grudnia 1953 roku na terenie powiatów Pisz i Kolno był aktywnym członkiem związku pod nazwą Świadkowie Jehowy.

#### Inne zdarzenia
15 sierpnia 2014 roku w Sokółce mężczyzna zaatakował Świadka Jehowy podczas działalności kaznodziejskiej. Sąd Okręgowy w Białymstoku za groźby karalne i znieważenie z powodu wyznania religijnego skazał go na pół roku więzienia w zawieszeniu i dozór kuratora.

#### Działalność kaznodziejska, publiczna oraz wśród obcokrajowców i niesłyszących
Nastąpił wzrost liczby Świadków Jehowy w województwie. W roku 2006 według szacunków na jego terenie było około 2,7 tysięcy głosicieli oraz około 2200 ich dzieci i sympatyków, połowa z tej liczby – w Białymstoku. W 2008 roku na terenie województwa działało 35 zborów. W 2010 roku było 2471 głosicieli w 39 zborach oraz 17 Sal Królestwa.
W roku 2013 wdrożono program świadczenia publicznego na terenie poszczególnych zborów za pomocą wózków z literaturą biblijną. W 2013 roku było 31 zborów, rok później – 30. W 2015 roku działało 2461 głosicieli w 30 zborach. W roku 2018 liczba głosicieli wynosiła 2247; należeli oni do 26 zborów. W 2021 roku było 2268 głosicieli, należących do 25 zborów, w których usługiwało 169 starszych zboru. W 2022 roku było 2295 głosicieli, należących do 26 zborów, w których usługiwało 173 starszych zboru.
Działalność prowadzona jest również wśród obcokrajowców. Oprócz języka polskiego i polskiego języka migowego, zebrania zborowe organizowane są także w języku ukraińskim i rosyjskim. Świadkowie Jehowy korzystają też z możliwości działalności wśród osadzonych w Strzeżonych Ośrodkach Dla Cudzoziemców.

#### Pomoc dla potrzebujących
Od końca lutego 2022 roku rozpoczęto organizowanie pomocy dla Świadków Jehowy z Ukrainy, uchodźców – ofiar inwazji Rosji. W tym celu na terenie województwa powołano jeden z 16 Komitetów Pomocy Doraźnej działających w Polsce, składający się z przeszkolonych wolontariuszy.

## Zbory
Poniższa lista obejmuje zbory zgromadzające się na terenie województwa:
Na terenie miast na prawach powiatu
- Białystok: 8 zborów: Antoniuk, Dziesięciny, Grabówka, Nowe Miasto, Rosyjski, Słoneczny Stok, Śródmieście (w tym grupa j. migowego), Zielone Wzgórza

- Łomża: 2 zbory: Łomża–Północ, Łomża–Zachód
- Suwałki: 2 zbory: Suwałki–Centrum (w tym grupa ukraińskojęzyczna) i Suwałki–Północ

Na terenie powiatów
- powiat augustowski: 1 zbór: Augustów i grupa polskojęzyczna na oddaleniu: Lipsk–Dąbrowa Białostocka
- powiat białostocki: nie ma zborów
- powiat bielski: 1 zbór: Bielsk Podlaski
- powiat grajewski: 1 zbór: Grajewo
- powiat hajnowski: 2 zbory: Hajnówka, Kleszczele
- powiat kolneński: nie ma zborów
- powiat łomżyński: nie ma zborów
- powiat moniecki: nie ma zborów
- powiat sejneński: nie ma zborów
- powiat siemiatycki 2 zbory: Siemiatycze-Wschód, Siemiatycze-Zachód
- powiat sokólski: 1 zbór: Sokółka
- powiat suwalski: nie ma zborów
- powiat wysokomazowiecki: nie ma zborów
- powiat zambrowski: 1 zbór Zambrów